# روسودان چکونیا
روسودان چکونیا (انگلیسی: Rusudan Chkonia؛ زادهٔ ۲۵ آوریل ۱۹۷۸) فیلم‌ساز اهل کشور گرجستان است.